# Slätafly IBK
Slätafly IBK är en innebandyklubb från Torsås som bildades 1988. Klubbens smeknamn är Flyers. Sedan 2004-2005 spelar herrlaget i division I.
I föreningen finns på seniorsidan f.n. även ett damlag i div III, ett juniorlag i div 4 samt ett B-lag i utvecklingsserien. På ungdomssidan deltar fem lag i seriespel samt ytterligare två träningsgrupper för de yngsta innebandylirarna.